# Tráfico Aéreo Español
TAE (Tráfico Aéreo Español) fue una aerolínea española, con sede en Madrid.
Realizaba las rutas Barcelona-Madrid-Lisboa y Madrid-Málaga-Tetuán-Melilla. Se fundó en 1940 y cesó operaciones en 1941.

## Historia
TAE sirvió la línea Barcelona-Madrid-Lisboa y la Madrid-Málaga-Tetuán-Melilla. Su actuación sólo duró diez meses, tras los que se fusionó con Iberia, la compañía nacional.

## Flota
Dos aviones: Douglas DC-7C y Douglas DC-1-109.